# Air Mata Iboe
Air Mata Iboe (ortografía perfeccionada: Air Mata Ibu; malayo para las lágrimas de una madre) es una película publicada en 1941 en las Indias Orientales Neerlandesas (ahora Indonesia) dirigido y escrito por Njoo Cheong Seng. Protagonizada por Fifi Young, Rd Ismail, Ali Sarosa, y Ali Joego,  trata sobre una madre que cría a sus hijos amorosamente pero es finalmente traicionada por sus hijos mayores en tiempos de crisis. La película, promocionada como un film musical extravaganza, presentó una banda sonora por R Koesbini, y una epónima canción de título escrita por Njoo.
La última producción completada por la compañía de Fred Young, "Magestic Film Company", Air Mata Iboe fue publicada en diciembre de 1941, poco antes de la ocupación japonesa de las Indias del Este holandesas. Esta película, ahora posiblemente perdida, recibió críticas positivas. Una nueva versión fue producida bajo el mismo título en 1957; Young retomó el mismo papel.

## Trama
Soegiati (Fifi Young) es una madre amorosa de cuatro hijos: Achmad (Rd Ismail), Idris (S Poniman), Soemadi (Ali Sarosa) y una hija llamada Soepinah (Soelami). Aunque ama a todos por igual Soemadi recibe más atención de la madre a causa de la indiferencia de su padre, el mercader Soebagio (Ali Joego). Con el paso del tiempo sus hijos crecen, se casan y se separan, quedando solamente Soemadi. A pesar de que Soemadi comenzó una relación con una mujer joven llamada Noormala (Soerip), decide no casarse con ella ya que sus ingresos son insuficientes para formar una familia.
En la noche de Eid al-Fitr, la familia se reúne para la fiesta. Pero, debido a que Soebagio llevaba una doble vida como ladrón, ese anochecer la policía llega para arrestarle. Para proteger a su padre, Soemadi se declara culpable y es exiliado. Sintiéndose culpable por sus pecados, Soebagio cae enfermo y muere. 
Debido a sus deudas, su casa y las pertenencias son subastadas, dejando Soegiati a su suerte. Aunque ricos, Achmad y Idris se rehúsan a ayudar a Soegiati, por temor a disgustar sus respectivas mujeres Moedjenah (Titing) y Mariam (Ning-Nong). 
Su hija Soepinah y su marido Bakar (Koesbini) se disponen a ayudarle a pesar de vivir en la pobreza. No queriendo ser una carga para ellos, Soegiati decide irse y encontrar su propio camino, dependiendo de la bondad de desconocidos. Luego de varios años, Soemadi regresa del exilio. Al encontrar que su madre ahora vive en pobreza, decide tomar venganza de sus hermanos.

## Producción

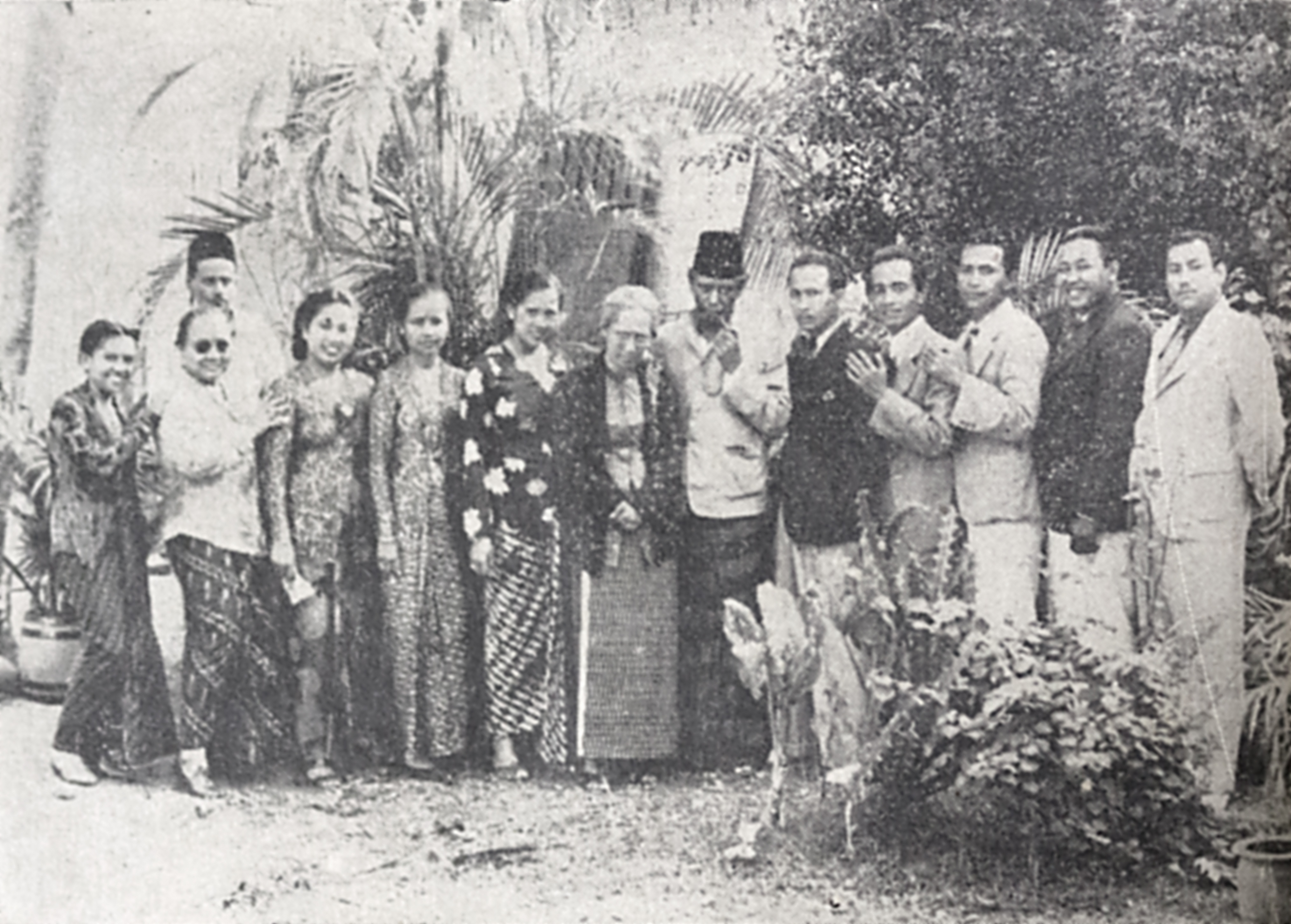
El reparto de Air Mata Iboe

La Majestic Film Company anuncia Air Mata Iboe en junio de 1941 junto con dos otras películas, Boedi Terbenam (Cordura Escondida) y Bachtera Karam (Arca Destruida). La producción empezó poco después del anuncio y a comienzos de diciembre de 1941, más de 55 rollos habían sido capturados, así como 60 rollos de sonido.
Air Mata Iboe fue escrito y dirigido por Njoo Cheong Seng bajo su seudónimo de M. d'Amour; anteriormente había dirigido Djantoeng Hati (Corazón y Alma; 1941), el cual también tuvo un final trágico. La película fue producida por el dueño de la compañía, Fred Young. Protagonizó a la esposa de Njoo, Fifi Young (no tenía ninguna relación con Fred), Rd Ismail, Ali Sarosa, y Ali Joego. Otros roles fueron tomados por cantantes de keroncong (música tradicional con influencias portuguesas), incluyendo Soerip, Titing, Soelami, Ning Nong, y Poniman. La película utilizó maquillaje para hacer parecer a Fifi una mujer vieja según avanzaba la trama, era la primera opción de Majestic; Durante el debut de la compañía de su marido, cayó enferma.
La película Blanco y Negra presentó once canciones de keroncong escritas por el director de música R. Koesbini, quien también tuvo una función en la película. La música de fondo fue proporcionada por el grupo de Koesbini, los "Krontjong Syncopaters", mientras que las canciones fueron actuadas por el reparto. Las notas y letras de la canción de título de la película, "Aire Mata Iboe", se publicaron en la edición de diciembre de 1941 de "Pertjatoeran Doenia dan Film.

## Publicación y legado

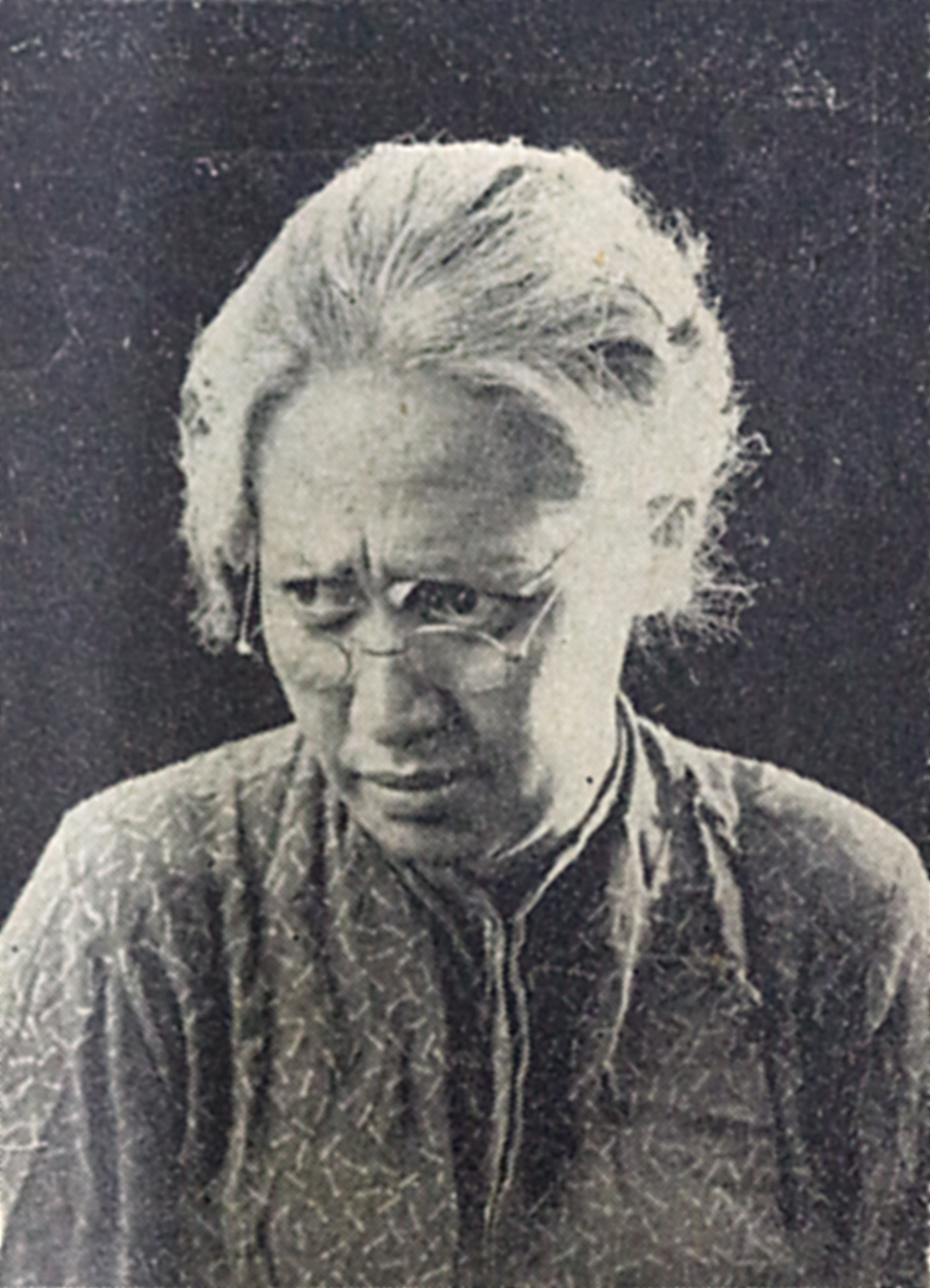
Fifi Young, interpretando a una mujer de edad avanzada para la película; ella retomó la función de Soegiati en la versión de 1957.

Aire Mata Iboe, que fue valorada para todas las edades, fue distribuida por Columbia Cuadros y presentada en el Teatro Sampoerna en Surabaya el 24 de diciembre de 1941. También anunciado bajo el título holandés Tranen Eener Moeder (una traducción literal del malayo), la película estuvo promovida como "una extravaganza musical"; otros anuncios enfatizaban el calibre del reparto. Una revisión anónima en el Soerabaijasch Handelsblad notó el uso extenso de keroncong y alabó la actuación y el canto, sugiriendo que las audiencias nativas acudirían en masa para ver la película.
Aire Mata Iboe fue la última película producida por Majestic Film Company, la cual cerró luego de la ocupación japonesa. Durante la ocupación Njoo, Fifi Young, y Fred Young establecieron su propio grupo teatral ambulante, "Pantjawarna", aunque todos regresaron al cine en los años 50. Joego así mismo regresó al cine luego de terminar la ocupación del teatro.[13] Poniman, Sarosa, Ismail, regresaro al cine en 1950y Soerip en 1973. No hay registro de que Soelami haya trabajado en producciones posteriores.
Una versión de Aire Mata Iboe fue producida en 1957, después de que Indonesia obtuviese su independencia. Dirigida por Fred Young, la película tuvo a Fifi Young retomando su función como Sugiati, mientras que Rd Ismail tomó la función de Subagio. En esta versión hubo otros miembros de reparto que no habían aparecido en la película original. Los hijos Achmad, Idris, y Soemadi fueron interpretados por Sukarno M. Noor, Boes Boestami, y Kamsul, respectivamente. La hija de la pareja, rebautizada como Atikah, fue interpretada por Farida Arriany.[17]
Se considera que Aire Mata Iboe probablemente es un film perdido. Las películas en India eran grabadas en una película de nitrato altamente inflamable, y luego de que un incendio destruyese una gran parte del almacén de "Produski Films Negara", las viejas películas de nitrato restantes fueron destruidas intencionalmente por la milicia japonesa. Por ello el antropólogo americano Karl G. Heider afirmó que todas las películas indonesias de antes de que 1950 están perdidas.[cita requerida]
A pesar de ellos, el Katalog Film Indonesia de JB Kristanto contiene muchas películas que han sobrevivido almacenadas en los archivos de Sinematek Indonesia, y se piensa que varias películas presuntamente destruidas en realidad se encuentran en el Servicio de Información del Gobierno Neerlandés.